# Usickie Budki
Usickie Budki (ukr. Усичівські Будки) – wieś położona na Ukrainie, w rejonie łuckim, w obwodzie wołyńskim, liczy 8 mieszkańców.